# Малкауцы
Малкауцы также Мэлкэуць (рум. Mălcăuţi) — село в Сорокском районе Молдавии. Наряду с сёлами Деркауцы и Новые Деркауцы входит в состав коммуны Деркауцы.

## География
Село расположено на высоте 51 метр над уровнем моря.

## Население
По данным переписи населения 2004 года, в селе Мэлкэуць проживает 231 человек (112 мужчин, 119 женщин).
Этнический состав села:
| Национальность | Число жителей | Процентный состав |
| -------------- | ------------- | ----------------- |
| молдаване      | 224           | 96,97             |
| русские        | 4             | 1,73              |
| украинцы       | 1             | 0,43              |
| прочие         | 2             | 0,87              |
| Всего          | 231           | 100 %             |